# 오현우 (가수)
오현우는 대한민국의 가수다. 2022년 싱글 [달꽃]으로 데뷔했다.

## 방송
- 우리가 사랑한 그 노래 새가수 (2021) - Top12(9위)

## 음반
- 우리가 사랑한 그 노래, 새가수 Episode 1 (2021)
- 우리가 사랑한 그 노래, 새가수 Episode 8 (2021)
- 우리가 사랑한 그 노래, 새가수 MR (2021)
- 달꽃 (2022)